# ルノー D2
ルノー D2 (Renault D2) は戦間期のフランスの中戦車である。

## 概要
1930年、ルノーはいまだ量産されていなかったルノー D1の装甲を強化した改良型としてルノー D2の生産を同意した。旧来のリベットを多用した設計を用いないことで重量の削減が期待されていた。この戦車はより大型の重戦車であるルノーB1の代替車両となることが期待されていたが、しかし軍備制限協議の失敗の結果として当初の計画より大幅に製造数が削減され一時的に採用された戦車の一つになってしまった。ルノーの組織上の問題により、初期生産の50輌の生産は1936年から1937年に遅れることになった。機械的な信頼性の低さが示されていたにもかかわらず、歩兵科の戦車部隊を強化するために高価なルノーB1よりも安価な選択肢として2度目の発注が1938年に行われた。ルノーの財政上の問題のため、この部分的に改良された後期生産型は1940年初頭に少数が完成しただけで総生産数は100輌にとどまった。
3輌の試作車両はモックアップではルノーFTの砲塔が取り付けられていた。初期生産型は短砲身の47mm SA34戦車砲で武装したAPX 1砲塔を装備。後期生産型ではより強力な47 mm SA35 戦車砲を装備している。
1937年、この戦車は精鋭部隊とみなされていたシャルル・ド・ゴールの指揮する連隊隷下の1個戦車大隊に配備された。この部隊は通信機の使用などを含む先進的な戦術を訓練されていた。1940年にはこの部隊の能力は戦車の消耗と不十分な訓練の乗員しかいないにもかかわらず3個中隊が新設されたことで低下していた。それにもかかわらず、ルノーD2装備の戦車部隊はフランスの戦いにおいて粘り強く戦い、損失のほとんどは敵に撃破されたのではなく機械的故障だった。

## 開発
ルノーD1の発注と同時により近代的な戦車を開発する計画が立ち上がった。ルノーD1はすでに純粋な歩兵支援戦車という枠組みから脱し、敵の戦車とも交戦可能な中戦車へと進化していた。国際連盟が取り組んでいた国際的な軍備削減により20トン以上の装甲兵器が規制される可能性があったため、その対象となる大型のルノーB1の役割を代替する戦車の候補となったのである。
1930年1月23日、歩兵科は国防省への書簡にて40 mmの装甲板を装備しかつ120 馬力のエンジンを備え時速22 km以上で移動する高性能な戦車の製造を提案した。同時に重量は14から15.5 トンに抑えなければならず、これは装甲をリベット止めではなく溶接とすることで可能となるとされた。4月14日に計画は承認され、5月には後にルノーD2およびその植民地配備型のルノー D3を受注することになるルイ・ルノーに連絡を取った。
この新たな鋳造技術の導入には外国の専門家を雇い入れる必要があったが、これは非常にコストがかかった。ルノーはこの導入費をフランス軍が前払すべきであると主張したが、軍にそのような予算はなかった。1931年12月8日、この対立を打破するために新たな合意が結ばれ、ルノーは先立ってリベット止めの車体で試作車両を作ることとなり1932年4月にルノーUZ が完成した。この車両は当初リュエイユで試験され、1933年5月には 第503戦車連隊によって野外試験が行われた。1933年12月12日には生産の合意が取り付けられ兵器諮問委員会（Conseil Consultatif de l'Armement）に承認された。
しかしドイツが国連連盟を脱退した瞬間に軍備制限交渉が意味をなさなくなり、その後フランスもこの交渉から引き揚げてしまう。当初予定されていた1935年から1939年までの間に年間150輌のルノー D 2を生産するという計画 （12個大隊に配備するための600輌と予備として150輌）は直ちに削減された。1934年1月14日、最高司令部が承認したのは最初に発注した50輌についてだけであった。この決定はリベット止め装甲の試作車両で得られた経験に基づいて行われていたが、しかし当初の想定通り溶接装甲の車両だったなら別の結論が導き出されたかもしれないと認識されていた。
一方で、1932年12月に溶接装甲の試作車両が2輌発注されていた。これらは1933年8月に完成していたが受領されたのは11月であった。1934年12月から1935年の夏までの間、ヴァンセンヌの自動車試験委員会（Commission de Vincennes）は存在した3輌の試作車両でそれぞれ異なるエンジンを試験した。リベット止めの車体は120馬力のガソリンンジンで他の2輌はディーゼルエンジンである。計画通りの溶接車体との組み合わせを試験するまでもなくガソリンエンジンが支持された。
このような状況であったが、1934年12月29日に50輌の車体が41万フランスフランの単価でルノーに発注された。砲塔の製造はこれとは別に行われた。最初にST3砲塔（ Schneider Tourelle 3、シュナイダー砲塔3型）が1933年に試験されたが、より大型の戦車への搭載も視野に入れたST2砲塔も検討されたうえで、最終的には当初ルノーB1のためにピュトー工廠で開発されていたAPX 1砲塔の搭載が決定され単価は610,000フランとなった。50輌が1936年5月になってようやく受領された。
この生産の遅延のために1935年に総生産数を150輌との計画にもとづく100輌の二次生産はキャンセルされてしまった。ルノーD2は戦車部隊の編成を急ぐために今すぐ生産に移れる暫定的な戦車だとみなされていたからである。

## 構造
本質的にはルノーD2はルノーD1の改良型である。搭載する砲塔の違いによって車高は多少変化するがおおむね266.6 cmほどであり、車体の高さは175.5 cmである。車体長は尾橇（塹壕超越用の装備）を除いて546 cm。幅35 cmの狭狭履帯を装備し、全幅は222.3 cmである。誘導輪が前方に、起動輪が後方にある、後輪駆動方式である。サスペンションは基本的にD1と同様だが、D1で問題とされた履帯の共振を防ぐために、上部転輪にテンションホイールが追加され、位置も高くされている。3つの垂直コイルスプリングを覆う装甲板（サスペンション・アーマー）はパネルが8枚から6枚に減らされ、上部転輪の下方に泥抜きの溝（マッド・シューター）が追加された。片側3つづつボギーがあり、それぞれのボギーに4つの下部転輪、コイルスプリング、2つのショックアブソーバーがまとめられている。前方と後方には、専用のダンパー付きテンションホイールが備えられており、これは下部転輪と同様の機能を果たすため下部転輪の数は片側14個となる。もう1つの変更は、車体上部両側面に、主装甲の一部のように誤認されがちな、収納スペース（雑具箱）兼用の大型のフェンダーが追加されたことである。
量産車の当初意図されていたより大幅に少ない部分しか溶接が採用されなかった。価格を下げるためにルノーは、ボルトおよび過熱後はリベットとしての機能を果たす大型の皿ねじを使用し、薄いひとつながりの鋼帯によって主装甲板を互いに結合する斬新な技術を採用した。この方法ならば車体を形成するための内桁が不要となる。主装甲板は40 mm厚である。胴体前面装甲板下部中央の円筒状の部品は、大型の前照灯（前面の蓋を取り外して使用する）である。
ルノーD1と同様に乗員は3人だが、無線手は指揮官の代わりに運転手の右側に配置されており、ER52戦車用無線機のアンテナも無線手の隣に移動している。このスペースを開けるため車体機銃が取り除かれた。この構成は戦闘室をより広くするためにのものだった。製造番号2016および2049の2輌の指揮戦車は左側にER51長距離無線機のために２本目のアンテナが搭載されていた。エンジン出力はルノーV6 9.5リッターエンジンに換装することで150馬力に強化された が、同時に原設計での15.5トンから19.75トン、つまり20トンの要求ギリギリまでに増加したので最高速度の増加は時速23 kmまでにとどまった。変速機は4段変速である。4つ合わせて352リットルの燃料タンクは100 kmの航続距離を実現している。渡河能力は深度120 cmまで、塹壕超越は深さ210 cmまで、高さ80 cmまでの障害物を乗り越え、勾配50％までの斜面を登坂可能であった。車体右側に7.5 mm機関銃が装備されている。
APX 1砲塔には車長しか搭乗しておらず、限定的対戦車能力を持つ47 mm SA34 戦車砲および7.5 mm同軸機銃の砲手と装填手を兼務している。Obus Dと呼ばれる重量1250 g,砲口初速490 m/sの榴弾と、Obus Bと呼ばれる重量1410 g（炸薬量142 g）、砲口初速480 m/sの徹甲榴弾の2種類の砲弾が発射可能であった。貫通力は距離100 mで25 mmであり、これは軽装甲の車両にどうにか有効打を与えることができた。

## 2度目の発注
最初に生産された製造番号2004から2053までの50輌（番号2001から2003は試作車が使用）は1936年5月9日から1937年2月23日までの間に受領されたが、国防省は1937年4月10日に新たに50輌の発注を決定し、兵器諮問委員会（Conseil Consultatif de l'Armement ）にも1937年5月に承認された。これは高価で陳腐化しつつあるルノー B1の製造が続けられるべきか否かという当時行われていた議論と関係しており、あらゆる選択肢を残す目的でルノー D2の生産が継続された。ルノーは年間200輌の製造が可能だと保証した。実戦配備されたこの戦車についての1937年の最初の報告書では明らかに信頼性い車両であると警告していた。にもかかわらず、1938年6月に生産命令が下った。しかし、ルノーの深刻な財政的および社会的問題のために、当初しばらくの間は生産を実施できなかった。予備部品の生産さえ遅延したために既存車両の信頼性の問題はなおのこと悪化した。
ルノーは同時期に生産していた戦車AMC35でも躓いていた。AMC35への関心はベルギーのような他国の購入者からも多かれ少なかれ注がれ続けており、ルノーD2でも類似の事態が発生した。1936年9月にフランス兵器購入のために獲得した10億フランの輸出信用を用いてルノーD2の自国での生産すべきかどうかを調査する委員会が1938年8月にポーランドから到着した。当初ポーランドはより近代的なソミュアS35の導入を望んでいたが、フランス軍への配備を優先するために拒否されていた。技術移転とライセンス生産の是非の問題によって複雑化した交渉は当初は頓挫してしまう。1939年初頭には後期生産型をポーランドに送ることが検討されたが、これはフランスの最高司令官モーリス・ガムランによって差し止められてしまった。彼は先に生産された50輌の状態が非常に悪く、1個大隊にこの戦車を実戦配備させ続けるには新しい車両へ完全に置き換えることが最善だと考えていたのである。その後に引退させた車両を火炎放射戦車へと改造することが考えられていた。
第二次世界大戦が始まった後の1939年9月27日、エドゥアール・ダラディエはこの戦車は将来の更なる量産が見込まれた戦車ではないが、それでも以前の製造型を代替する必要を認めて2回目の発注は完遂しなければならないと決定した。 また初期生産型のうち15輌を火炎放射戦車にすることも命じた。この事業から得られる収入によってルノーが製造を再開できるようになった。計画では1940年2月に5輌、3月に8輌、4月から6月は毎月10輌、7月に最後の7輌が納入されることが見込まれていた。実際には2月に6輌、3月に17輌、4月に6輌、5月に13輌、6月に8輌が納入された。軍への配備は3月27日に5輌（製造番号2054-2058）。4月22日に8輌（N°2059-2062と2065–2068）。5月6日の10輌（N°2069-2078）、5月25日には12輌（N°2079-2090）、6月6日に2輌（N°2063と2064）。残りの13輌（N°2091-2103）については配備されたかわかっていないが、少なくともルノーの工場が6月12日に避難しなければならなくなったとき南方へと送られたことはわかっている。
2度目の生産で作られた車両にはいくつかの改良が施されていた。最も重要なのは長砲身SA35戦車砲を搭載のAPX 4砲塔への換装で、約2倍の装甲を貫通でき対戦車戦闘能力が劇的に向上した。砲弾の長さが伸びたため砲弾の搭載数は108発に減少した。新砲塔では単眼鏡の代わりにPPLR X 160エピスコープへと置き換えられ、後部ハッチ上方の砲塔上面に対空火器として機関銃を乗せるためのS 190 Gアタッチメントポイントが配置されていた。ルノーB1の改良型がB1 bisと名付けられたのと同様に1940年の内部文書には "Char D2 bis"として記載したものもあったが、公式には改名されなかった。
その他の変更点として下部転輪用の軸受けの強化や履帯が外れにくくするために起動輪と遊輪の形状の変更、泥除けの縮小、アンテナの軽量化、バッテリーの消費を抑えるためエンジン起動装置などの変更のよな足回りに関する改良が施されている。

## 初期生産型の改修
初期生産型を火炎放射戦車へ改修することが考慮されていたため1輌が試作車として改造された。1939年9月27日に最初の15輌の改修が発注され、1940年4月23日にはすべて車両を改修することが決定した。にもかかわらず、この計画と両立しない並行計画も存在した。1939年9月、中央運転学校（ECC）で使用されていた5輌のうち2輌が試験的に長砲身に換装し、3輌の戦車が訓練に使用された。1940年の冬には有力な戦車であるソミュアS35およびルノーB1の配備数は300輌程度に過ぎず、フランス軍は自らに十分な火力を有する戦車が欠如していることを認識するに至った。ここに49輌（火炎放射戦車に改造した1輌を元に戻すのは手間のかかる作業であるので除外）の戦車を追加することができれば、少なからぬ戦力の増強になるはずである。このため初期生産型のAPX 1砲塔をAPX 1Aに換装することが決定した。これは、ルノーB1として製造された戦車ルノーB1bisと同等のものアップグレードするときに行われたのと同じ作業である。APX 1Aは原型と同様の単眼鏡を備えていた。
3月9日から改修のために初期生産車両の砲塔が5輌3セットを1バッチとして15輌ずつリュエイユ工廠（Atelier de Rueil）に送られた。車体のオーバーホールも計画されていたが予備部品の不足などの影響で遅れ予定通りにはいかなかった。砲塔と砲塔が別々に分けられたために即座に戦闘配備に戻すことが難しくなった。第19戦車大隊の第二中隊から3月11日に最初の5両が離脱した。このバッチには指揮戦車と予備車両も含まれている。4月12日には第2バッチの15輌が送られた。特筆すべきことに、この計画が進行中にもかかわらず火炎放射戦車への改造計画は公式に中止されることはなく、書面上においてだけは進行中であった。

## 運用歴

### ドゴールの精鋭部隊
1937年4月にルノーD2を最初に受領したのは メスを拠点とする精鋭の第507戦車連隊（507e RCC,Régiment de Chars de Combat）であった。3個中隊を編成するのに十分な乗員が訓練された後、同年の7月14日にバスティーユの日パレードに新型戦車の披露を兼ねて参加した。その中で最も複雑に塗装された車両は工場で8色を黒で縁取り塗り分けられもので、深紫やライラック色に空色などの目立つ色も含まれていた。1937年10月1日、第507戦車連隊第1戦車大隊が45輌のルノーD2で編成された。3輌編成の小隊4つおよび指揮戦車2輌からなる中隊3つという構成でうち3輌は大隊予備であった。残りの5輌は中央運転学校へと回された。当時中佐であったドゴールは37年の9月5日から大佐に昇進する1937年12月25日までの間この部隊を指揮した。当時のフランスの戦車専門家で最も中心的な人物であったドゴールは特に無線通信の分野において自らの考えを実証するためにこの戦車を用いた。ルノーD1にくらべて明らかに改良されてはいたが欠点も存在し、あまりにも信頼性が低く特にエンジンおよびトランスミッションと操行装置そして冷却系に問題がありすぐに損耗したため整備の労力を過大に要求した。1937年の夏の時点でB1bisは月間3輌ペースの生産ペースでしかなくS35に至っては量産段階に入ってさえおらず、強力な47mm砲を装備する戦車を十分に用意できているとは言えない状態であった。
1938年6月26日の式典においてこのそれぞれの車両にフランス軍による戦勝におわった著名な戦いにちなんだ個別名をつけられた。ドゴールは式典中にアウステルリッツ、ロクロワ、ヨークタウンに搭乗したが、体格が大きかった彼は運転手の肩に足を乗せる必要があった。

### フォニーウォー
戦争の脅威が間近に迫るに至りフランスは動員をかけた。動員計画では戦車連隊は大隊に分割され、それら大隊は独立戦車旅団（GBC, Groupements de Bataillons de Chars）の下に再編成され、軍あるいは軍集団規模での装甲予備戦力として機能することになっていた。したがって、1939年8月27日に第507戦車連隊第1戦車大隊は指揮官（コマンダン）アイメの指揮下で第19歩兵戦車大隊（19e BCC,Bataillon de Chars de Combat）に改名され、第二軍集団の装甲予備選力である第507独立戦車旅団（507e Groupement de Bataillons de Chars）へ編入された。大隊の動員は9月1日に完了し、翌日ドゴールは第5軍の装甲予備隊の指揮官になる命令を辞任した。戦争の勃発しフランスも9月3日に正式に参戦すると大規模な改編が行われ、この大隊も9月6日には第510独立戦車旅団へ再割り当てされ、8日には第511独立戦車旅団に、最終的に13日に第5軍の装甲予備である第517独立戦車旅団の一員としてザール攻勢に参加した。大隊は1940年の厳しい冬にも戦闘位置にまだとどまっていたが、この戦車は雪や氷などの冬季環境に適応していないことがすぐに明らかになった。履板が平坦すぎたために多くの車両が渓谷に滑って重大事故に巻き込まれた。
この時点で訓練などでも含めて使用が増えていたためルノーD2は消耗が目立っていたため、大隊は第二製造バッチの新造車両で44輌の初期生産型の交換することを熱望していた。しかし3月に行われた既存車両のアップグレードで済ませるという決定はこの期待を裏切るものだった。また改修のために大隊から車両が引き抜かれてしまうため、実際に使える車両の数はさらに減少した。4月26日に１個中隊が大隊から引き抜かれてしまうに至り状況はさらに悪化した。この中隊は5月7日にソ連との冬戦争を戦っていたフィンランドを支援するため派遣される予定で編成されていたスカンディナヴィア遠征軍団の一部としてJean-Charles Idée大尉の指揮下で第345独立戦車中隊に再編された。しかしこの時点でフィンランドはすでに敗北し戦争は終結していたため、ヴェーザー演習作戦でドイツ軍の侵攻を受けているノルウェーの支援に方針を転換した。第19歩兵戦車大隊の第1中隊（1/19 BCC）が派遣部隊の一員に選ばれた。この中隊は初期生産型を装備せず14輌すべて後期生産型だった。これ以後この大隊に状態のいい新造車両が届くことはなく、同中隊は 4月29日に交換用車両を受領したが未使用にもかかわらず劣悪な状態で受領のほとんど直後に故障した。原因はわかっていないが、この時期に蔓延していた第五列への警戒感のためにルノーが納入を急いだことによる品質不足とはみなされずサボタージュによるものと考えられた。しかしルノーD2が寒冷地での使用に適さないことが明らかになったために中隊の派遣はすぐに中止された。

### フランスの戦い
ほんの数年前までフランスで最も近代化された戦車部隊であった第19歩兵戦車大隊も1940年5月10日のドイツ侵攻時には上記のような状況のために弱体化してしまっていた。第1中隊が再び戻ってきたが交換部品が全く届かないために比較的古い戦車の主砲と照準器のコネクタボックスをより新しい戦車への交換部品として使うために取り外してしまったため後期生産型でも数輌は使用不能になっていた。他の2個中隊の戦車のうち21輌（第２中隊が6輌、第３中隊の6輌）は長砲身砲に換装されたが、そのうち車体のオーバーホールまで完了していたのは5輌に過ぎなかった。第3中隊の残りの9輌は改装中で砲塔がついていなかった。また、新造車両は新設される2個独立戦車中隊（10輌の第346と12輌の第350）へ配備することとなったために、新造車両を受領する見込みもなかった。しかし最終的に新造車はすべてこの大隊が受け取ることができた。
5月15日にドイツ軍がセダン近郊で戦争の決定打となりうる突破口を開いたとき、フランス軍司令部はこの危機的状況に対応するために急遽、保有する予備戦力をすべてここを進撃するドイツ軍へ投入する命令を下した。このとき第19歩兵戦車大隊および第345独立戦車中隊はともに新設されたドゴール指揮下の第４戦車師団（4 DCR）に配備されていた。3月17日から20日にかけて第345独立戦車中隊がドイツ軍突破部隊の側面を打撃するため単独で突入し発生したモンコメの戦いや、第19歩兵戦車大隊は戦闘に参加できる状態ではなく3月17日から19日にかけて第4戦車師団がラン近郊で行った反撃作戦からも離れていたことなどのように、両部隊とも当初は師団の他の戦力と協同して戦闘できていなかった。
5月17日、第346独立戦車中隊は新たな車両と第106戦車大隊 （ルノーB1 bisの使用を指導する訓練部隊）からの乗員を受け取り創設された。この乗員は簡易的な車種転換訓練を受けることになったが、その短期間の訓練では必要な能力を習得することができないことがすぐ明らかになり乗員はとどめ置かれ、新造車両は第19歩兵戦車大隊の損耗を補うために使われた。
5月18日にはすでに正式に指揮下に入っていたが、5月21日には 第345独立戦車中隊は名目上も第19歩兵戦車大隊に統合され第１中隊となり大隊の戦力を増強した。他にも第1中隊の部品取りに使われて使用不能になっていた2輌を新たな部品で復帰させ、第3中隊の砲塔がなかった4輌に新たな砲塔が装備された。これらの措置により大隊は戦闘が可能な状態になり5月24日にアミアン近郊で初めて戦った、24輌の戦車を戦場で扱えた翌日までが戦力のピークであった。
しかしすぐに状況は再び悪化してしまう。第4戦車師団がアミアンのソンム橋頭保を打撃するため大規模な反撃に打って出たとき、大隊は17輌にまで減ってしまった。前進中に少数しか生産されてない戦車だったためドイツ軍戦車と誤認したフランス歩兵を退却させてしまい、歩兵の支援を受けないままドイツ軍の正面へと前進したため7輌が対戦車砲によって撃破された。

予期されるフランス本土への全面進攻（赤色作戦）へ対応できる装甲予備戦力としての機能を果たすことができるよう大隊を再び増強するための試みが行れ、6月2日に第346独立戦車中隊が第19歩兵戦車大隊の一部となったが、その13輌の戦車は老朽化しており乗員も未熟だった
部隊に実戦配備された84輌のうち、戦闘で敵に撃破され損失した戦車は21輌であった。6月25日の時点でまだ利用可能だったのは7輌ですべて第350独立戦車中隊のものだった。残りの38輌は故障後のために放棄され、12輌は倉庫に送られ、戦闘に参加しなかったヴァンヌの第507戦車連隊の倉庫に保管されていた3輌のうち2輌は行方不明で1輌は峡谷に落下した。
ドイツ軍はフランス軍から受け取った9輌と、戦場に放棄され乗員が破壊処置をとらなかった12輌の計21輌のルノーD2を鹵獲した。ドイツ軍での名称として「Panzerkampfwagen 733（f）」の外国器材番号が与えられたが、鹵獲直後に一時的に運用された車両があっただけでドイツ軍への部隊配備は行われなかった。いくつかの車両は砲塔がバルカン半島で運用される装甲列車へと転用された。ドイツの手に渡らなかった車両のその後ははっきりとわかっていないが、少なくとも1輌が戦争の後半にヴィシー政府の秘密裏の戦車設計局であるCDM（Service du Camouflage du Matériel ）によって研究された。

## 諸計画
2つのわずかに異なるルノーD2、および試作車両1輌で終わった姉妹計画のルノーD3を除いて、これに関連した2つの計画が存在した。
一つは火炎放射戦車の設計である。これは元々は通常の火炎放射戦車のように敵のトーチカなどを破壊する目的で考えられたのではなく、スペイン内戦において戦車が歩兵用の火炎放射器による攻撃に脆弱だった戦訓から着想を得たものだった。このことから、火炎放射戦車は敵の戦車部隊の攻撃から防御陣地を支援するための、敵戦車に対する強力な防御兵器としての役割が期待された。
1938年からリュエイユ工廠はChaubeyre工場と共同で初期生産型をもとに1輌の試作車両を組み立て、1939年12月5日に完成した。砲塔が取り外され、2千リットルの ベンゾールと軽油の混合燃料が充填された焼夷剤タンクが車体天板を少し上に突き出した戦闘室に配置され、その下には毎分1800リットルを投射できるポンプが付いた噴射ノズルが車体前面に固定配置されている。射程はおよそ50 mであった。テスト結果は良好で1940年3月28日に50輌の階層キットが発注された。これらは元々の砲塔を噴射ノズルのために使用するため試作車よりも小型の900リットルの焼夷剤タンクを装備するものだった。4月23日に初期生産型の50輌すべてを改装するよう決定されたが、しかし上述のようにこれは実際には行われなかった。
第二のものは尾橇の計画である。第一次世界大戦において戦車の尾部に設置されたスキッドは塹壕や対戦車壕を超越するために非常に有効であることが実証されていた。とくにフランスで多用されており他国ではあまり使われておらず、フランスでも年代には塹壕戦の遺物として時代遅れのものとみなされていた。しかし、戦争の脅威が差し迫ったとき、フランスの歩兵戦車のうち特に全長が短い車両にとっては溝というものが重大な障害物となることが認識され、これを補う機材が要求されることになった。
1939年8月25日、リュエイユ工廠は、自動車試験委員会に牽引用フックと内蔵式のジャッキを備えたルノーD2用の先進的な尾橇を試作し提出した。9月2日に尾橇はリベットで取り付けられ11日から試験された。しかし、3日以内に尾橇は返送された。このような構造の尾橇を取り付けることが設計時は想定されていなかったために、結合部のリベットに戦車の全重量が負荷としてかかり引きちぎられてしまったのである。溶接とボルトをつかい取り付ける二つ目の試作尾橇が2月5日に完成し製造が承認されたが、フランスの敗戦により配備は行われなかった。
ルノーD2に現存車両は存在しない。

## 登場作品

### ゲーム
『World of Tanks』
フランス中戦車D2として開発可能。
『War Thunder』
フランスの中戦車D2として登場。
『トータル・タンク・シミュレーター』
フランスとポーランドの改中戦車D2として使用可能。またフランスの中戦車としてD1も使用可能。